# La Junta (Atacama)
La Junta es una localidad chilena ubicada en la provincia del Huasco, región de Atacama. Se ubica en la parte superior del Valle del Huasco y de acuerdo a su población tiene el rango de caserío.

## Historia
Esta localidad se ubica junto en la confluencia de los Ríos El Carmen y El Tránsito, de donde deriva su nombre. También fue conocida como La Junta del Carmen.
Esta localidad poseía una importancia estratégica debido a que aquí se juntaban los caminos de ambos valles.
A fines del siglo XVII la ocupación del Valle del Carmen con nuevos pobladores españoles y el asentamiento en poblados de las comunidades indígenas en el Valle de El Tránsito permitió que el primero fuera llamado valle de los españoles y el segundo, valle de los naturales.
Según la tradición oral, en este punto, después del terremoto de 1796 se habrían repartido las tierras entre indígenas y españoles, pero no hay documentos que confirmen esta creencia.
El lugar fue desde un punto de ocupación indígena hasta la creación del poblado de Alto del Carmen en las proximidades.
Para 1899 esta localidad era considerada un caserío y era denominada como Las Juntas.

Juntas (Las).-Caserío de pocos habitantes y arboledas al rededor que se halla en el departamento de Vallenar bajo la confluencia de los riachuelos que principalmente forman el río Guasco. Dista unos 45 kilómetros hacia el SE. de la ciudad de Vallenar, y está situado por los 28° 48' Lat. y 70° 24' Lon.
 Francisco Astaburuaga, 1899

Debido al crecimiento de Alto del Carmen, esta localidad es parte integrante del mismo.

## Turismo
La localidad de La Junta se encuentra en un lugar muy fértil del valle y el punto donde nace el Río Huasco con la unión de los Ríos Tránsito y El Carmen.
En las inmediaciones se encuentran un sitio con petroglifos, el cual constituye uno de los pocos vestigios culturales que aún se conservan. Igualmente se puede acceder a Alto del Carmen, la Quebrada Pie de Gallo, Ramadilla y la Sierra de Tatul.

## Accesibilidad y transporte
La localidad de La Junta se encuentra ubicada próxima al poblado de Alto del Carmen, capital de la comuna.
Las excursiones guiadas desde Vallenar hasta Alto del Carmen pasan por este lugar.
Existe transporte público diario a través de buses de rurales desde el terminar rural del Centro de Servicios de la Comuna de Alto del Carmen, ubicado en calle Marañón 1289, Vallenar.
Si viaja en vehículo propio, no olvide cargar suficiente combustible en Vallenar antes de partir. No existen puntos de venta de combustible en la comuna de Alto del Carmen.
A pesar de la distancia, es necesario considerar un tiempo mayor de viaje, debido a que la velocidad de viaje esta limitada por el diseño del camino. Se sugiere hacer una parada de descanso en el poblado de Alto del Carmen para hacer más grato su viaje.
El camino es transitable durante todo el año, sin embargo es necesario tomar precauciones en caso de eventuales lluvias en invierno.

## Alojamiento y alimentación
En la comuna de Alto del Carmen existen pocos servicios de alojamiento formales, es posible encontrar en el poblado de Alto del Carmen, se recomienda hacer una reserva con anticipación.
En las proximidades a La Junta no hay servicios formales de Camping, sin embargo se puede encontrar algunos puntos rurales con facilidades para los campistas en sus alrededores, existe un camping en el sector de La Falda, al otro extremo del poblado de Alto del Carmen.
Los servicios de alimentación son escasos, existiendo en Alto del Carmen algunos restaurantes.
En muchos poblados hay pequeños almacenes que pueden facilitar la adquisición de productos básicos durante su visita.

## Salud, conectividad y seguridad
La localidad de La Junta cuenta con servicios de electricidad, iluminación pública y red de agua potable.
En el sector de La Junta existen dos estaciones fluviométricas de la Dirección General de Aguas, una ubicada en el Río El Tránsito en el sector de Ramadilla con datos desde el año 1950 a la fecha y la otra en el Río El Carmen junto al puente con datos de 1954. Además existe una estación meteorológica con datos desde el año 1950, que permite establecer una precipitación media anual de 49,2 mm para el sector.
En Alto del Carmen existe un Reten de Carabineros de Chile y un Centro de Salud Familiar dependiente del Municipio de Alto del Carmen.
En La Junta, hay servicio de teléfonos públicos rurales y existe señal para teléfonos celulares.
El Municipio de Alto del Carmen cuenta con una red de radio VHF en toda la comuna en caso de emergencias.
Hay un solo servicio de cajero automático en el poblado de Alto del Carmen, por lo que se sugiere tomar precauciones antes del viaje. Sin embargo, algunos almacenes cuentan con servicio de Caja Vecina.